# Bandera de Nova Jersey

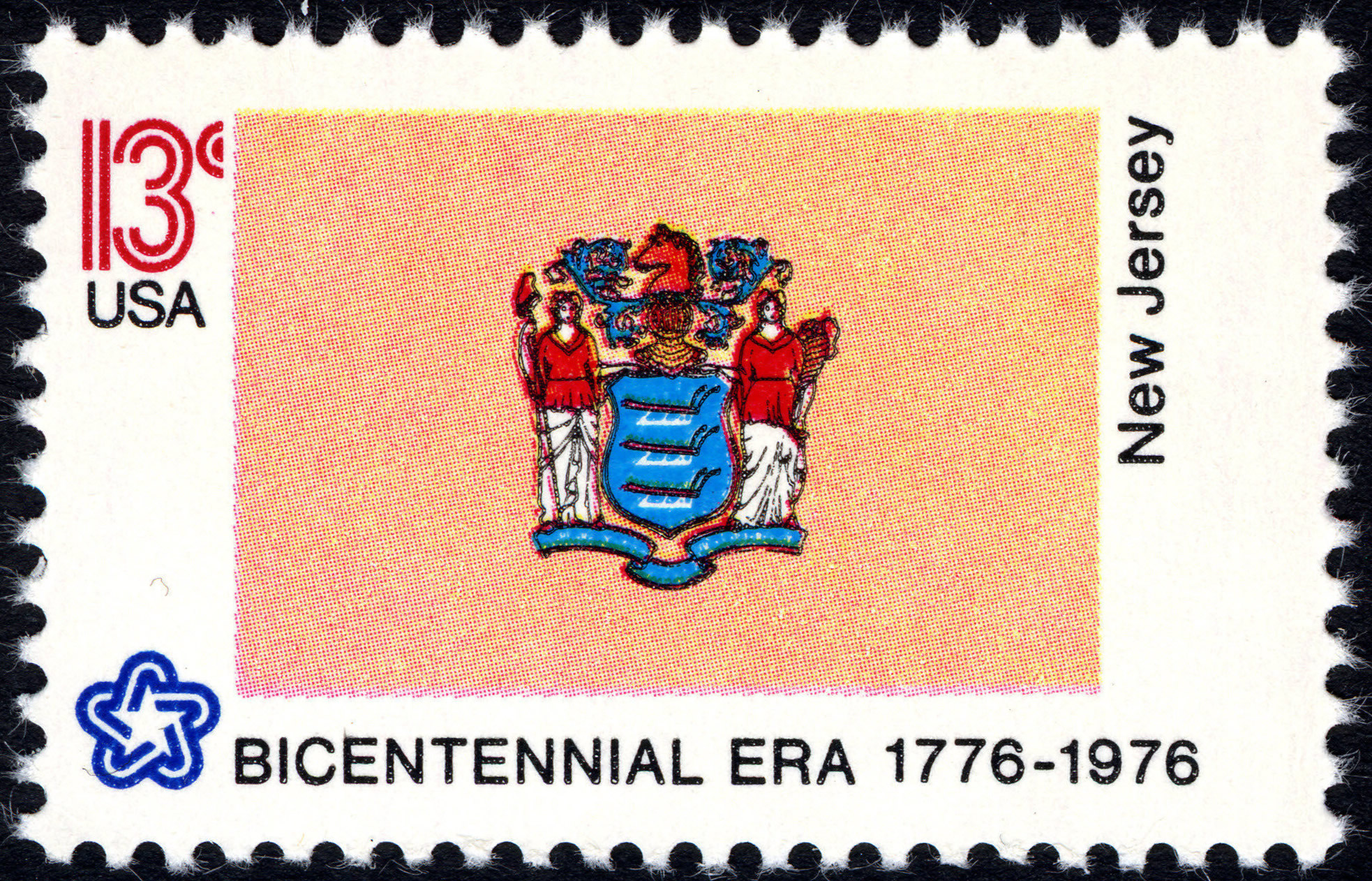
Segell postal emès pels Estats Units d'Amèrica en commemoració del bicentenari de la independència del país.

La Bandera de Nova Jersey es constitueix del Segell de Nova Jersey col·locat en un fons de color groc pàl·lid anomenat camussa segons estableix l'estat. L'11 de març de 1896, segons l'acta de l'Assemblea General de Nova Jersey, el color camussa s'ha atribuït indirectament a George Washington, que havia ordenat el 2 d'octubre de 1779, que la capa de l'uniforme de la Línia Continental de Nova Jersey havia de ser de color blau fosc, amb fronts de color groc pàl·lid. El front de color groc pàl·lid havia estat reservat, fins aleshores, només per al seu propi uniforme i per als altres generals Continentals i els seus ajudants. Després, el 28 de febrer de 1780, els oficials de guerra continental a Filadèlfia van ordenar que els fronts a la capa de l'uniforme de tots els regiments anessin del mateix color de fons que tenia el pavelló estatal del regiment.
El 2001, l'Associació Vexil·lològica Nord-americana va realitzar una enquesta entre els seus membres sobre la qualitat en el disseny de les banderes de 72 estats i Territoris d'entre els EUA i el Canadà rebent, la bandera de Nova Jersey la posició número 46 d'entre les altres 72 banderes participants.

## Colors
El 1965 per llei, els tons de colors blau i camussa van ser definits per l'Estat. Utilitzant el sistema de color Cable desenvolupat per l'Associació de colors dels Estats Units, el blau Jersey es va definir com Cable núm. 70087, i el camussa com Cable núm. 65015. L'Oficina del Secretari d'Estat de Nova Jersey dóna els equivalents hexadecimals de color blau a #2484C6 i camussa a #E1B584.

### Colors principals
| Model de color | Camussa            | Blau Jersey      |
| -------------- | ------------------ | ---------------- |
| Cable color    | 65015 US Army Buff | 70087 Royal Blue |
| HTML           | E1B584             | 2484C6           |
| RGB            | 225, 181, 132      | 36, 132, 198     |

### Colors secundaris
| Model de color | Pell   | Bru    | Marró  | Marró fosc | Or     | Carabassa | Vermell | Rosa   | Rosa fosc | Porpra | Porpra 2 | Blau 2 | Blau 3 | Blau 4 | Verd   | Gris   |
| -------------- | ------ | ------ | ------ | ---------- | ------ | --------- | ------- | ------ | --------- | ------ | -------- | ------ | ------ | ------ | ------ | ------ |
| Pantone        | 155C   | 465C   | 463C   | 490C       | 7766C  | 7578C     | 186C    | 701C   | 7435C     | 270C   | 7670C    | 279C   | 7690C  | 7688C  | 7490C  | 7543C  |
| HTML           | EFD19F | B59461 | 744F28 | 5D2A2C     | B4A91F | DB6B30    | C8102E  | E68699 | 872651    | B4B5DF | 565294   | 418FDE | 0076A8 | 4698CA | 61913D | 98A4AE |